# Gardner Pinnacles
Los Gardner Pinnacles (en hawaiano Pūhāhonu) son dos rocas de las islas de Sotavento de Hawái. Están situadas a 174 km al noroeste de French Frigate Shoals. Sus coordenadas son: 25°01′N 167°59′O / 25.017, -167.983.
Constan de tres pináculos cónicos de origen volcánico de 90, 100 y 170 metros de altitud. Dos de ellos están unidos a la misma roca separada 100 metros de la otra. La superficie total es de 0,02 km². Están poblados por 12 especies de aves tropicales.
Las rocas fueron descubiertas el 2 de junio de 1820, por el capitán estadounidense Joseph Allen, del barco Maro de Nantucket, el primer ballenero que había llegado al puerto de Honolulu. Diferentes barcos describieron Gardner Pinnacles durante el siglo XIX con los nombres de Man-of-War Rock o Pollard Rock.
- Datos: Q1494164
- Multimedia: Gardner Pinnacles / Q1494164